# Вулиця Шпитальна (Тернопіль)
Вулиця Шпитальна — вулиця в центральній частині міста Тернополя.

## Відомості
Розпочинається від вулиці Миколи Пирогова, пролягає на південь до вулиці Князя Острозького, де і закінчується. На вулиці розташовані приватні, багатоквартирні будинки, медичні заклади. На схід відгалужується вулиця Ярослава Стецька.

## Установи, організації
- КНП «Тернопільська міська комунальна лікарня швидкої допомоги» (Шпитальна, 2);
- Аптека «Пігулка» (Шпитальна, 3);
- Аптечний пункт (Шпитальна, 4);
- Тернопільський обласний центр соціальних служб для сім'ї, дітей та молоді (Шпитальна, 7);
- Управління інспекційної діяльності у Тернопільській області Південно-Західного міжрегіонального управління Державної служби з питань праці (Шпитальна, 7);
- Управління Держгірпромнагляду в Тернопільській області (Шпитальна, 7);
- Державний заклад післядипломної освіти «Тернопільський регіональний центр підвищення кваліфікації» (Шпитальна, 7);
- Державне підприємство «Тернопільський експертно‑технічний центр Держпраці» (Шпитальна, 7);
- Громадська організація «Християнський навчальний центр „Успіх“»  (Шпитальна, 7а).

## Транспорт
Рух вулицею — односторонній (лише від вулиці Миколи Пирогова до вулиці Князя Острозького), дорожнє покриття — асфальт. Громадський транспорт по вулиці не курсує, найближчі зупинки знаходяться на вулицях Миколи Пирогова та Князя Острозького.